# 祈麟麵條鰍
祈麟麵條鰍為輻鰭魚綱合鰓目鰻鰍科的其中一種，分布亞洲印尼及馬來西亞的淡水水域，體長可達5.6公分，棲息在水質清澈的森林溪流，屬肉食性。

## 擴展閱讀
維基物種上的相關：祈麟麵條鰍